# Keizerin Xiao Xian Chun

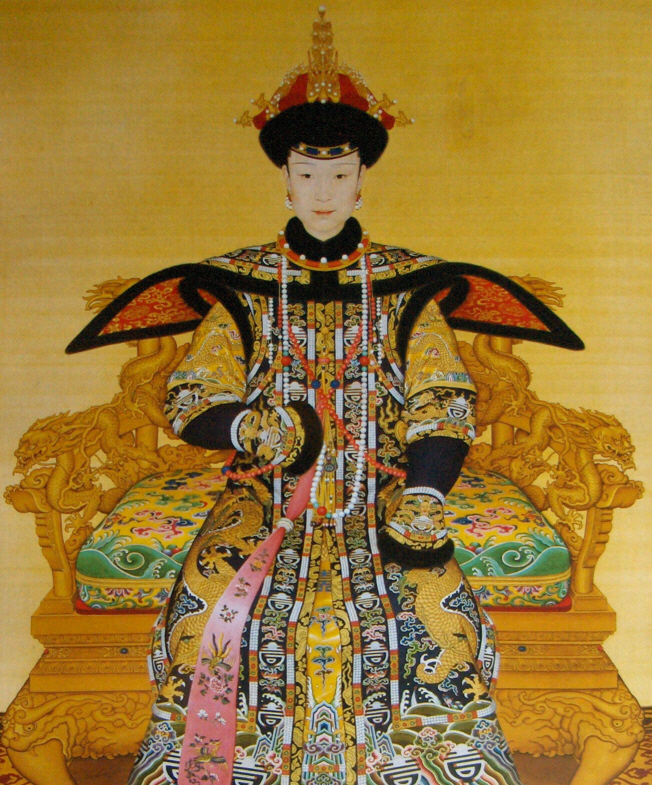
Xiao Xian Chun

Keizerin Xiao Xian Chun (Chinees: 孝贤纯皇后) (Peking, 28 maart 1712 - Verboden Stad, 8 april 1748) kwam van de Mantsjoe Fuca-clan (富察氏). Zij was de dochter van de ambtenaar Li Rong Bao (? - 1723) en oudere zus van Fu Heng (1714 - 1770). Zij werd geboren in het eenenvijftigste jaar van keizer Kangxi's regeringsperiode.
Ze huwde prins Hong Li in 1727. Zij kreeg met hem twee zonen en twee dochters. Beide zonen overleden op jonge leeftijd. Toen in 1735 haar man de troon besteeg als keizer Qianlong werd zij benoemd tot zijn eerste keizerin. Ze was een gerespecteerd en geliefd persoon. Zij zorgde goed voor de keizer, zijn bijvrouwen, dienstmeiden en eunuchen. De keizerin woonde in het Paleis van de Eeuwige Lente.
In 1748 werd zij tijdens een reis plotseling ziek. Tegen de tijd dat hun boot de haven van Chengde bereikte was zij al overleden. Haar lichaam werd terug naar Peking gebracht. Een aantal jaren later werd zij begraven in de Yuling-graftombe. Na haar dood kreeg zij de geëerde titel Keizerin Xiao Xian Chun. Qianlong bezocht vaak haar graf en schreef eens:
Ik wilde je passeren zonder te stoppen.
Maar doen alsof is ook niet goed.
De drie kopjes stopten niet met offeren.
De vier seizoenen kondigen de koude aan.
De geplante pijnboom is nu land en groot.
De groene lucht spreidt zich wijd over de gebouwen.
Samen keren we terug naar huis hand in hand.
Wat voor geluk is het lange leven voor mij (alleen)?"

## Kinderen
1. Qianlongs oudste dochter (1728 - 1729).
2. Prins Yong Lian (永琏) (1730 - 1738) werd benoemd tot kroonprins.
3. Prinses Hejing (固伦和敬公主) (1731 - 1792).
4. Prins Yong Zhong (永琮) (1746 - 1747) werd benoemd tot tweede kroonprins.